# Shannonomyia jaffueli
Shannonomyia jaffueli är en tvåvingeart som beskrevs av Alexander 1928. Shannonomyia jaffueli ingår i släktet Shannonomyia och familjen småharkrankar. Inga underarter finns listade i Catalogue of Life.